# Simon II av Lothringen
Simon II av Lothringen, född 1100-talet, död 1205, var regerande hertig av Lothringen från 1176 till 1205.